# Margaret Macdonald Mackintosh
Margaret Macdonald Mackintosh (Tipton, 5 de novembro de 1864 – Chelsea, 7 de janeiro de 1933) foi uma artista escocesa cujo trabalho em desenho criou um dos traços marcantes do "Estilo de Glasgow', da Glasgow School, no final do século XIX.